# Justicia hexangularis
Justicia hexangularis là một loài thực vật có hoa trong họ Ô rô. Loài này được Roem. & Schultz mô tả khoa học đầu tiên.